# Conophytum minutum
Conophytum minutum es una especie de planta suculenta perteneciente a la familia de las aizoáceas. Es originaria de Sudáfrica.

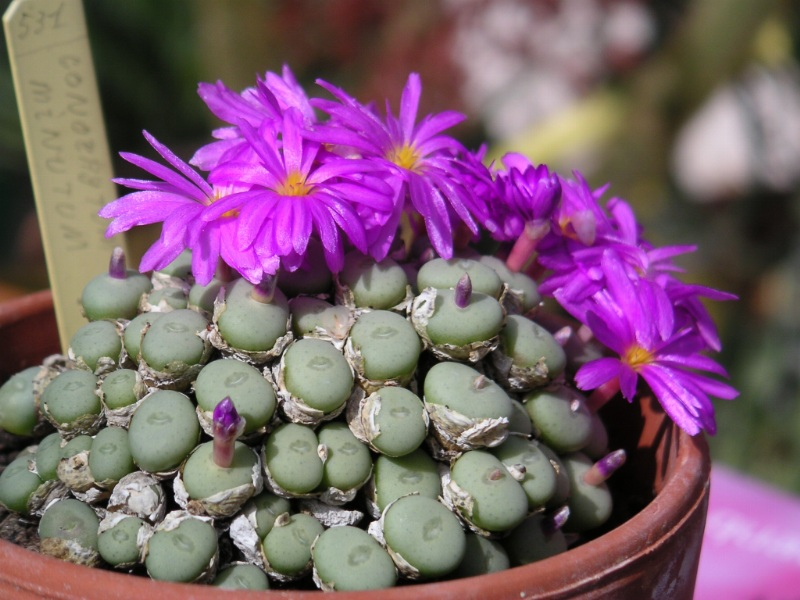
Detalle de planta en flor.

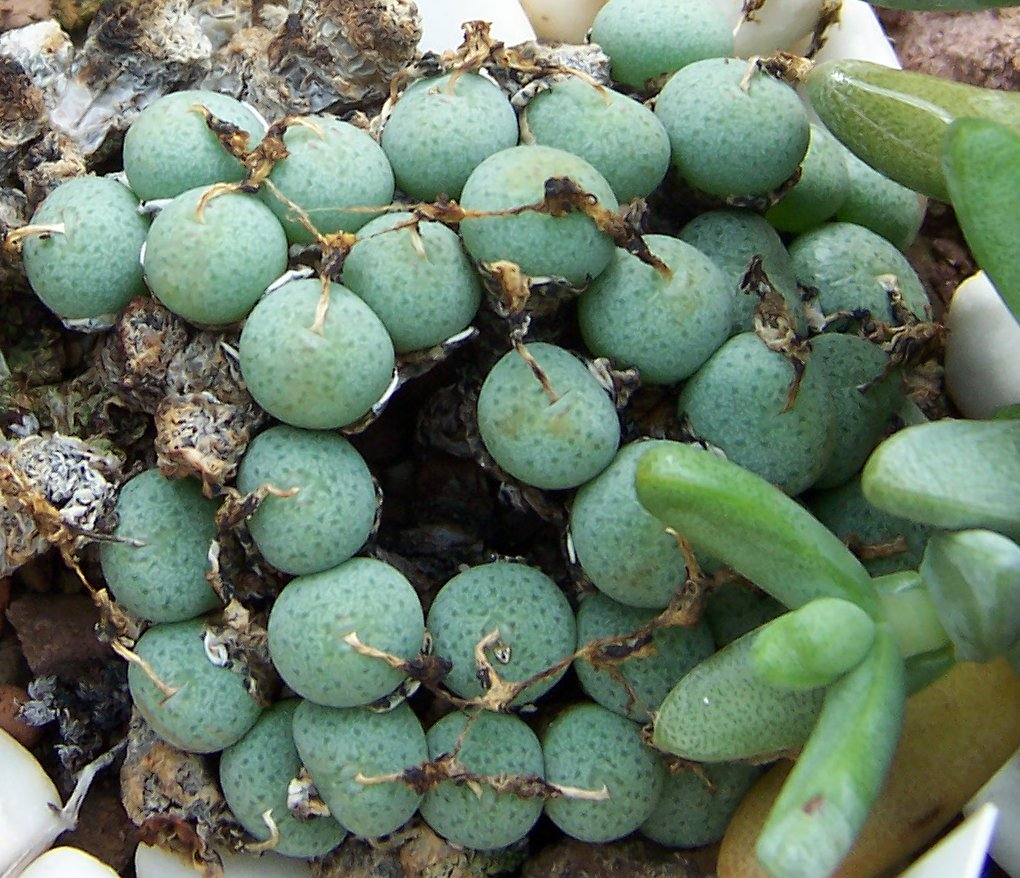
Vista de la planta.

## Descripción
Es una pequeña planta suculenta perennifolia de pequeño tamaño que alcanza los 4 cm de altura a una altitud de 130 a 980 m s. n. m. (metros sobre el nivel del mar) en Sudáfrica.
Está formada por pequeños cuerpos carnosos que forman grupos compactos de hojas casi esféricas, soldadas hasta el punto de que sólo una muy pequeña diferencia separan a las dos hojas. En la naturaleza, los grupos de hojas se esconden entre las rocas y en las grietas, que retienen depósitos apreciable de arcilla y arena.

## Taxonomía
Conophytum minutum fue descrita por (Haw.) N.E.Br. y publicado en Gard. Chron. 1922, Ser. III. lxxi. 231.
Etimología
conophytum: nombre genérico que deriva de las palabras griegas: κωνος conos = ‘cono’, y φυτόν phyton = ‘planta’.
minutum: epíteto latino que significa ‘diminuta’.
Sinonimia
- Conophytum minutum var. minutum
- Mesembryanthemum minutum Haw. (1803)
- Conophytum minutum f. sellatum (Tischer) Rawé
- Conophytum minutum var. sellatum (Tischer) Boom
- Conophytum sellatum Tischer (1957)
- Conophytum tubatum Tischer (1932)
- Conophytum braunsii Tischer (1927)
- Conophytum glabrum Tischer (1957)
- Conophytum minutum var. laxum Lavis
- Mesembryanthemum thecatum N.E.Br. (1915)[3][4]